# Mein Herz brennt
«Mein Herz brennt» (с нем. — «Моё сердце горит») — двадцать пятый сингл немецкой индастриал-метал-группы Rammstein, был выпущен 7 декабря 2012 года. Песня впервые появилась в третьем альбоме группы Mutter в 2001 году. В 2011 году трек вошёл в сборник лучших хитов группы Made in Germany 1995–2011, будучи единственной песней в альбоме, которая на момент выпуска сборника не была выпущена в качестве сингла и на которую не был снят клип. В 2012 году было объявлено, что два ранее не издававшихся видео на песню будут выпущены в преддверии видео коллекции Videos 1995–2012. Сингл также содержит официально не издававшуюся до этого песню «Gib mir deine Augen».

## О тексте
Судя по высказываниям самих участников Rammstein, песня написана от лица интернационального Ночного Чудища. У него много имён, он — воплощение детского страха темноты, боязни остаться одному ночью. В советское время это чудовище называли Бяка Закаляка Кусачая, а с ростом популярности многосерийного фильма ужасов «Кошмар на улице Вязов» в мире его стали называть Фредди Крюгером. Сама же песня, первоначальная версия которой называлась «Sandmann», в основе своей имеет конкретное Чудище — Песочного человека. Этому выдуманному человечку несколько сотен лет. В народных сказаниях 18-го века он погружает детей в сон, запорошив им глаза песком. B конце 50-х в Германии появилась детская телепередача «Das Sandmannchen» («Песочный человечек») — аналог российской «Спокойной ночи малыши», где сказки детям рассказывал Das Sandmannchen. Каждую передачу он начинал словами «Nun, liebe Kinder, gebt fein Acht. Ich habe euch etwas mitgebracht» (с нем. — «Так, дорогие детки, обратите внимание! Я кое-что принёс для вас»). Изначально Песочный человечек, как и Оле Лукойе из сказки Х. К. Андерсена, не желал детям зла. Но в тексте Тилля всё наоборот. Возможно, прообразом послужил Песочный человек Э. Т. А. Гофмана из одноимённого рассказа. В первоначальной версии песни, которую группа исполнила на концерте в клубе Knaack для членов фан-зоны в 2000 году, это чудище убило настоящего Песочного человечка и украло его волосы, чтобы быть на него похожим.

## Видеоклип
На песню были сняты два клипа, режиссёром которых стал Зоран Бихач, ранее снявший для группы клип на сингл «Links 2-3-4», а также клип на сингл «Mein Teil». Съёмки первого клипа начались 17 декабря 2011 года и продолжались 2 дня. Они проходили в заброшенном госпитале Белиц-Хайльштеттен, где лечился молодой Адольф Гитлер. Позднее на сайте «Crew united» появилась информация о том, что была снята ещё одна версия клипа. В обеих версиях в конце клипа солист съедает своё сердце в горящем здании, где детскими слезами себя накачивают гитарист группы и снявшаяся в клипе необычная модель Мелани Гайдос.
Премьера фортепиано-версии клипа песни состоялась 7 декабря 2012 года. Клип на альбомную версию был представлен через неделю, 14 декабря. В ней фронтмен группы Тилль Линдеманн с нанесённым гримом ходит около целебных ванн в омывальной комнате госпиталя, одетый в оперное платье и сетку для рыбалки. Фанаты Rammstein очень здраво оценили клип, несмотря на то, что он был очень схож с клипом на песню «Mutter», в котором опять же снимается лишь Тилль Линдеманн.
Несмотря на то, что Эухенио Рекуенко был изначально привлечён к съёмкам, в титрах в качестве режиссёра клипа Mein Herz Brennt был указан только Зоран Бихач (см. раздел Скандал, связанный с клипом).

### Скандал, связанный с клипом
Первоначально планировалось, что клип на оригинальную версию песни «Mein Herz Brennt» будет снимать фотограф Эухенио Рекуэнко, однако Rammstein сочли его версию клипа недостаточно динамичной и, не поставив Рекуэнко в известность, предложили доснять клип режиссёру Зорану Бихачу, ранее снимавшему такие клипы Rammstein, как «Links 2 3 4», «Mein Teil» и «Rosenrot».
В первые дни Эухенио Рекуэнко был крайне недоволен решением Rammstein использовать отснятый им материал для продолжения клипа. Позже Зоран Бихач прояснил историю с Эухенио в интервью, которое он дал сообществу Rammstein Russia.
Однако, Рекуэнко разрешили показать свою (режиссёрскую) версию клипа, тем самым инцидент был исчерпан.
Третья по счёту версия клипа «Mein Herz brennt» появилась в Интернете в марте 2013 года.

## Интересные факты
- Рабочее название песни (с немного отличающимся текстом) — Sandmann (с нем. — «Песочный человек»).
- Впервые демовариант песни был исполнен в немецком клубе Knaack для членов фан-зоны. На концертах песня игралась с 2001 по 2002, также 10—11 февраля 2005 совместно с Apocalyptica, и с 2011 по 2012 в туре Made in Germany 1995–2011. В 2013 году на концертах исполнялась Piano Version. Также исполнялась в ходе тура 2019 года.
- Партию пианино в треке Mein Herz Brennt — Piano Version написал и записал немецкий композитор и режиссёр Свен Хелбиг[нем.][10].
- Песня была использована в рекламе Mercedes-Benz.

## Список композиций
| №  | Название                                | Длительность |
| -- | --------------------------------------- | ------------ |
| 1. | «Mein Herz brennt» (Piano Version)      | 4:31         |
| 2. | «Gib mir deine Augen»                   | 3:44         |
| 3. | «Mein Herz brennt» (Video Edit)         | 4:18         |
| 4. | «Mein Herz brennt» (Boys Noize Rmx)     | 5:00         |
| 5. | «Mein Herz brennt» (Piano Instrumental) | 4:31         |

| №  | Название                           | Длительность |
| -- | ---------------------------------- | ------------ |
| 1. | «Mein Herz brennt» (Piano Version) | 4:31         |
| 2. | «Gib mir deine Augen»              | 3:44         |

## Даты выхода
- 7 декабря 2012 — Германия, Австрия, Финляндия, Швеция, iTunes (весь мир)
- 10 декабря 2012 — Франция , Великобритания
- 11 декабря 2012 — Испания, США, Канада